# Repedea (okręg Vrancea)
Repedea – wieś w Rumunii, w okręgu Vrancea, w gminie Străoane. W 2011 roku liczyła 321
mieszkańców